# In the Woods…
In the Woods… (v českém překladu z angličtiny V lesích…) je norská metalová kapela založená v roce 1992 v norském městě Kristiansand. Zpočátku hrála black metal, později se orientovala na avantgardní a progresivní styl metalu. V textech se objevují témata jako pohanství, příroda, filosofie.

## Historie
Členové kapely Christopher Botteri (baskytara), Christian Botteri (kytara) a Anders Kobro (bicí) dříve hráli v death metalové skupině Green Carnation, těleso In the Woods… se rozhodli založit poté, co hlavní skladatel a kytarista Tchort odešel k Emperor. Death metal odložili stranou a rozšířili si své hudební obzory. V roce 1993 vyšlo první demo Isle of Men a v roce 1995 první studiové album s názvem Heart of the Ages (česky Srdce věků). Ačkoli vychází z tradičního norského black metalu, experimentuje i s rockovou formou. Dalšími dlouhohrajícími deskami Omnio (1997) a Strange in Stereo (1999) se zařadili do čela avantgardního metalu.
V roce 1999 se Tchort vrátil do Green Carnation a pozval členy In the Woods..., aby hráli s ním. Poslední vydanou nahrávkou je kompilační album Three Times Seven on a Pilgrimage z roku 2000 (nepočítaje koncertní album Live at the Caledonien Hall z roku 2003).
V roce 2014 se objevily signály, že by se kapela mohla vrátit na scénu a natočit dvě alba, která se nestihla realizovat v roce 2000 v době ukončení činnosti.

### Název
| „              | Nechtěli jsme typické metalové jméno, protože jsme věděli, že pokud chceme něco dělat čestně, tak se časem trochu změníme. Potřebovali jsme „otevřené“ jméno, pod kterým bychom mohli pracovat na rozdílných projektech… …je to rovněž metafora pro pokus vidět svět a prostředí z odlišné perspektivy. Svět je stále více urbanizovaný a tohle je v absolutním protikladu… …Tři tečky, to je něco, co tam prostě muselo nějak být. Je to něco, co nikdy skutečně neskončí, stále pokračuje a přetrvává… to snad musí být ta cesta. | “ |
| — Jan Svithjod | |   |

## Diskografie
Dema
- Isle of Men (1993)
- Rehearsal / Demo 02.93 (1993)

Studiová alba
- Heart of the Ages (1995)
- Omnio (1997)
- Strange in Stereo (1999)
- Pure (2016)
- Cease the Day (2018)
- Diversum (2022)

Singly
- White Rabbit (1996)
- Let There Be More Light (1998)
- Epitaph (2000)

Kompilační alba
- A Return to the Isle of Men (1996)
- Three Times Seven on a Pilgrimage (2000)

Koncertní alba
- Live at the Caledonien Hall (2003)

Box sety
- Heart of the Woods (2016) – obsahuje alba Heart of the Ages, Omnio a Strange in Stereo na 3 CD nebo 6 vinylových deskách